# Bayesowskie kryterium informacyjne Schwarza
Bayesowskie kryterium informacyjne Schwartza (BIC - od ang. Bayesian Information Criterion) – w modelowaniu równań strukturalnych jest to jeden ze wskaźników dopasowania modelu. Twórcą wskaźnika jest Gideon Schwarz, który przedstawił ten wskaźnik w artykule z 1978 r. pt. Estimating the Dimension of a Model.
BIC oraz AIC są najpowszechniej wykorzystywanymi kryteriami informacyjnymi, a więc metodami porównywania modeli dla zmiennej zależnej, aby dokonać selekcji najlepszego modelu. Zgodnie z przyjętą konwencją, najlepszym modelem jest ten dla którego wartość kryterium informacyjnego jest najniższa.